# ديتمير (ميزوري)
ديتمير (بالإنجليزية: Dittmer)‏ هي إحدى المجتمعات الفردية (غير مصنفة) في ولاية ميزوري في الولايات المتحدة الأمريكية.